# Stepan Smal-Stockyj
Stepan Smal-Stockyj, cyrilicí Степан Смаль-Стоцький, též Smal-Stocki (8. nebo 21. ledna 1859 Nemyliv – 17. srpna 1938 Praha), byl rakouský slavista, vysokoškolský pedagog a politik ukrajinské (rusínské) národnosti z Bukoviny, na počátku 20. století poslanec Říšské rady, v meziválečném období působil v Československu.

## Biografie
Pocházel z rolnické rodiny. Gymnázium studoval ve Lvově. Už zde začal být veřejně a literárně činný. Maturitu složil roku 1878. Pak studoval na Černovické univerzitě, kde jeho učitelem slavistiky byl Hnat Onyškevyč. Od roku 1883 studoval na Vídeňské univerzitě u France Miklošiče. Roku 1884 zde získal titul doktora filozofie a ještě téhož roku se habilitoval v oboru srovnávací slavistiky. V roce 1885 se stal mimořádným roku 1893 řádným profesorem rusínského jazyka a literatury na Černovické univerzitě. Na této škole zastával v roce 1894/1895 a 1904/1905 post děkana.
Byl i politicky činný. V dubnu 1892 byl zvolen na Bukovinský zemský sněm, kde zasedal do roku 1911. Na sněmu vedl mladorusíny, s nimiž se ale později názorově rozešel. Od roku 1904 byl náměstkem zemského hejtmana. Funkci náměstka zemského hejtmana zastával do roku 1910. Odmítal rusofilské tendence.
Působil také coby poslanec Říšské rady (celostátního parlamentu Předlitavska), kam usedl ve volbách do Říšské rady roku 1911, konaných podle všeobecného a rovného volebního práva. Byl zvolen za obvod Bukovina 08.
Roku 1911 se zmiňuje jako mladorusínský kandidát. Po volbách roku 1911 byl uváděn coby nezařazený poslanec.
Po první světové válce byla Bukovina začleněna do Rumunska a Smal-Stockému bylo zrušeno jeho místo na univerzitě. Odešel do Prahy, kde v roce 1919 nejprve působil jako vyslanec krátce existující Západoukrajinské lidové republiky. Roku 1921 se stal mimořádným profesorem ukrajinského jazyka a literatury na nově založené Ukrajinské svobodné univerzitě v Praze. Ve své jazykovědecké práci zastával teorii o přímém původu rusínského jazyka ze staroslovanského jazyka. Zapojil se do debat o ukrajinském pravopisu a byl stoupencem fonetické varianty, která byla roku 1893 zavedena do národních a středních škol v tehdejším Rakousku-Uhersku. Zabýval se dílem Tarase Ševčenka.
Zemřel v srpnu 1938 v Praze. Pohřben byl v Krakově.
Jeho syn Roman Smal-Stockyj (1893–1969) byl ukrajinským vědcem a exilovým politikem.